# Shine with Me
Shine With Me è un singolo dei P.O.D., il secondo estratto dall'album When Angels & Serpents Dance, pubblicato il 15 agosto 2008.
La canzone ha raggiunto la prima posizione su Christian Rock Radio e la 45 su Mainstream Rock Tracks, nonostante per essa non sia stato pubblicato nessun video.
È stata anche pubblicata come singolo una versione live della canzone.

## Tracce
1. Shine with Me – 3:35

## Formazione
- Paul "Sonny" Sandoval - voce
- Marcos Curiel - chitarra
- Mark "Traa" Daniels - basso
- Noah "Wuv" Bernardo - batteria